# ジェームス山

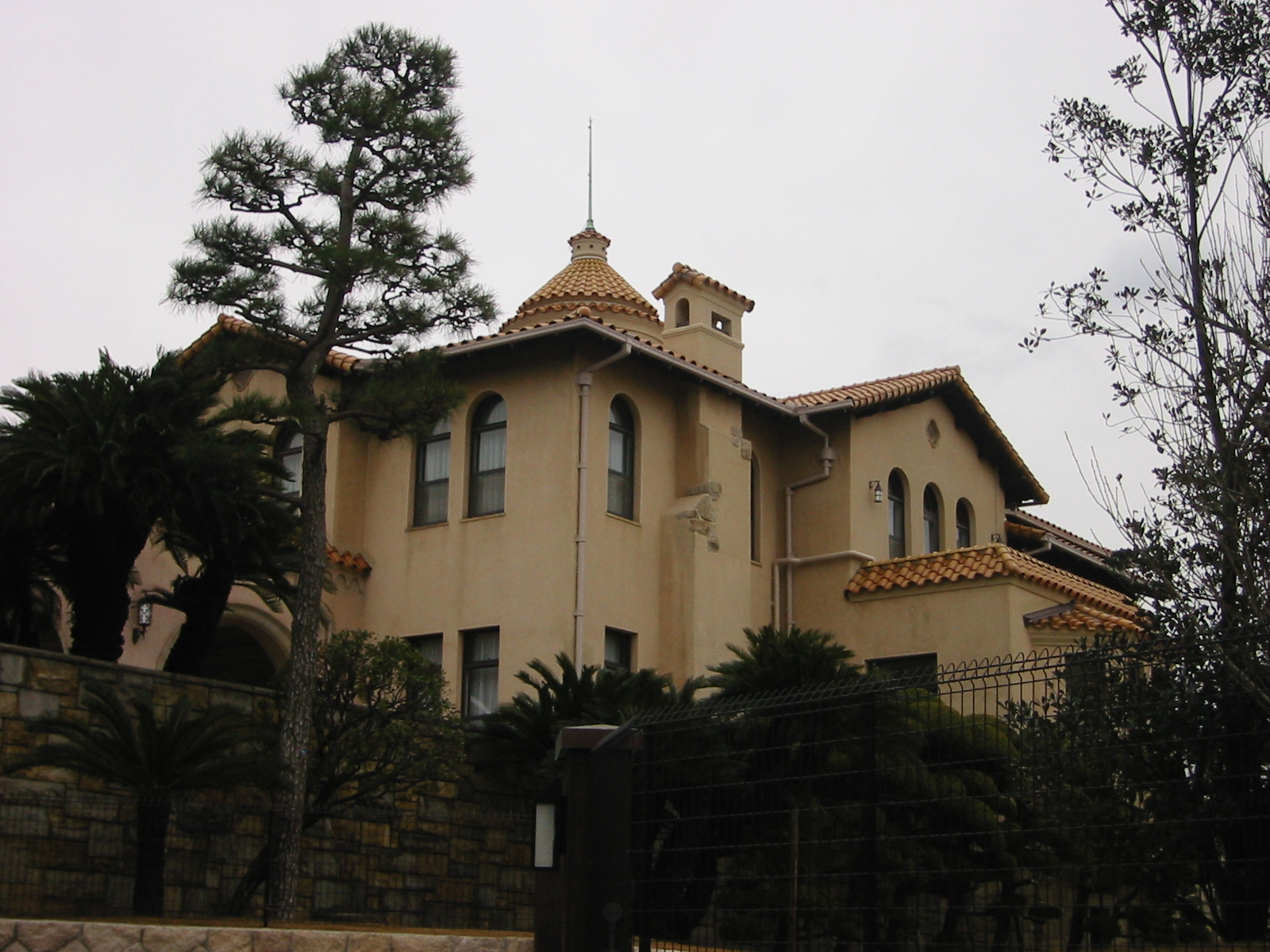
ジェームス邸外観

ジェームス山（ジェームスやま）は、兵庫県神戸市垂水区青山台・塩屋町付近を指す通称地名である。須磨離宮公園周辺とともに神戸市西部を代表する高級住宅街として名高い。明治時代にかけて移住したアメリカ人やイギリス人の多数の洋館が残ることで知られ、大阪湾（明石海峡、淡路島）を見下ろす高台に位置する。
ジェームス山開発を行う塩屋土地株式会社は、井植家の資産管理会社でもあり、アイジー興産（ジェームス山自動車学院）、淡路フェリーボート（洲本ゴルフ倶楽部）、ユーアールエー、ホテルアナガとともにグループを構成する。

## 歴史

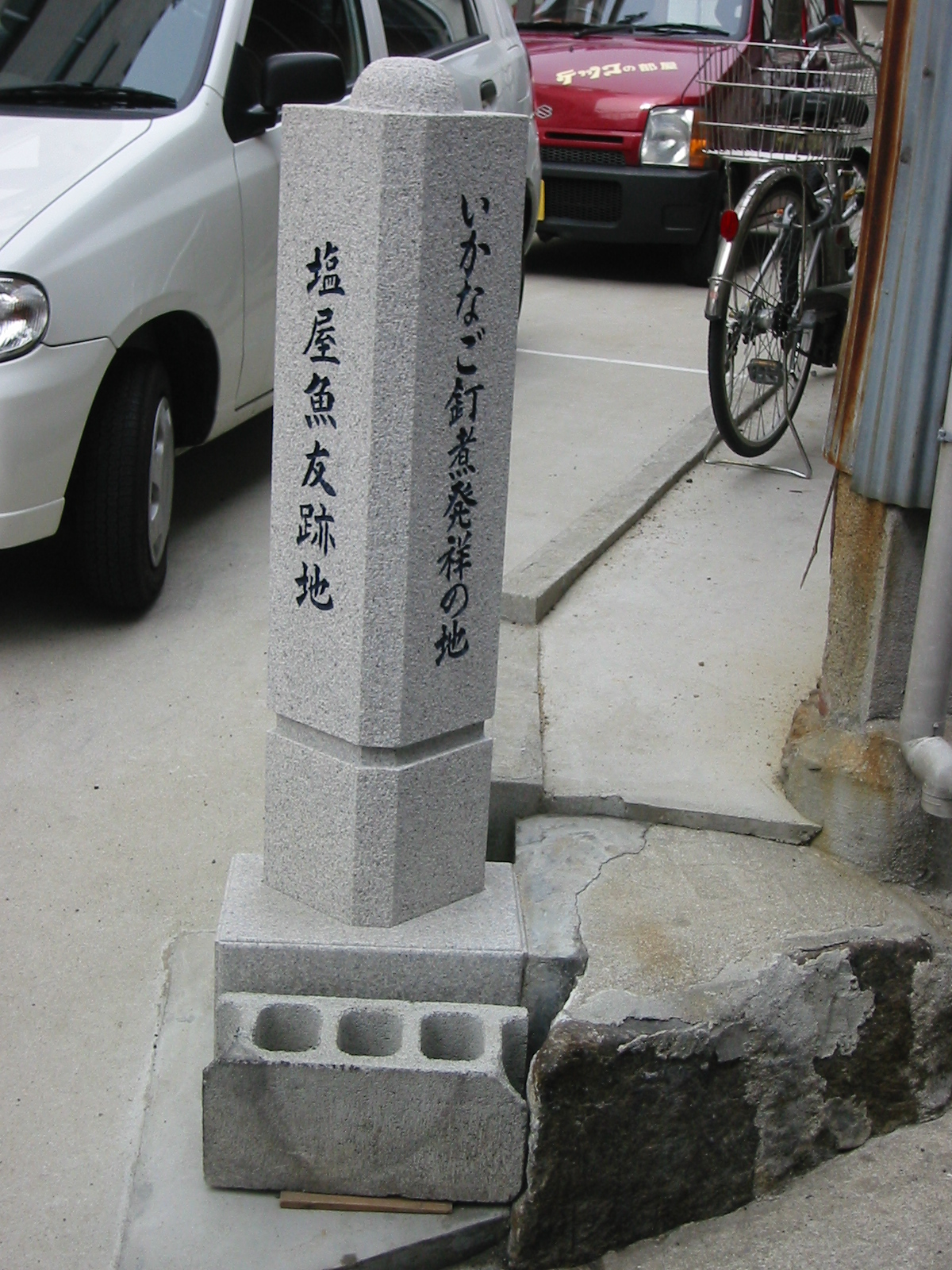
ジェームス山異人街・いかなご釘煮発祥の地碑

1930年（昭和5年）、神戸に居住しカメロン商会を経営していたイギリス人貿易商、アーネスト・ウイリアムス・ジェームス（英語: Ernest William James）が、当地に自邸を含めてイギリス人のための住宅地を約60棟以上ほど開発した。やがてジェームスの名を取り、この地を「ジェームス山」と称するようになった。
かつては地域住民との交流も盛んであり、住民の中には各邸の御用聞きや使用人として働く者も多くいた。
戦時中には敵国資産として接収され、海軍の保養施設となった。また、戦後の一時期多くの建物はGHQのクラブハウスとして用いられた。
ジェームスの没後は相続税の支払いや老朽化した住宅街管理に難渋したことにより三洋電機創業者である日本人・井植歳男に売却、旧邸やイギリス人住宅地を所有したことにより、近郊住宅地としてのジェームス山が誕生した。
その後、1980年代になると北部の開発と共に徐々に建物は日本人向け集合住宅へと建て替わり外国人向け住宅は数を減らしていった。居住する外国人も短期赴任の駐在員が主となり、地域住民とのかかわりも大きく減少した。
その一方で景観や歴史的価値から塩屋地区はブランド化が進み、2020年代から新規クリエイターの参入が増加しているという。

## 施設・周辺

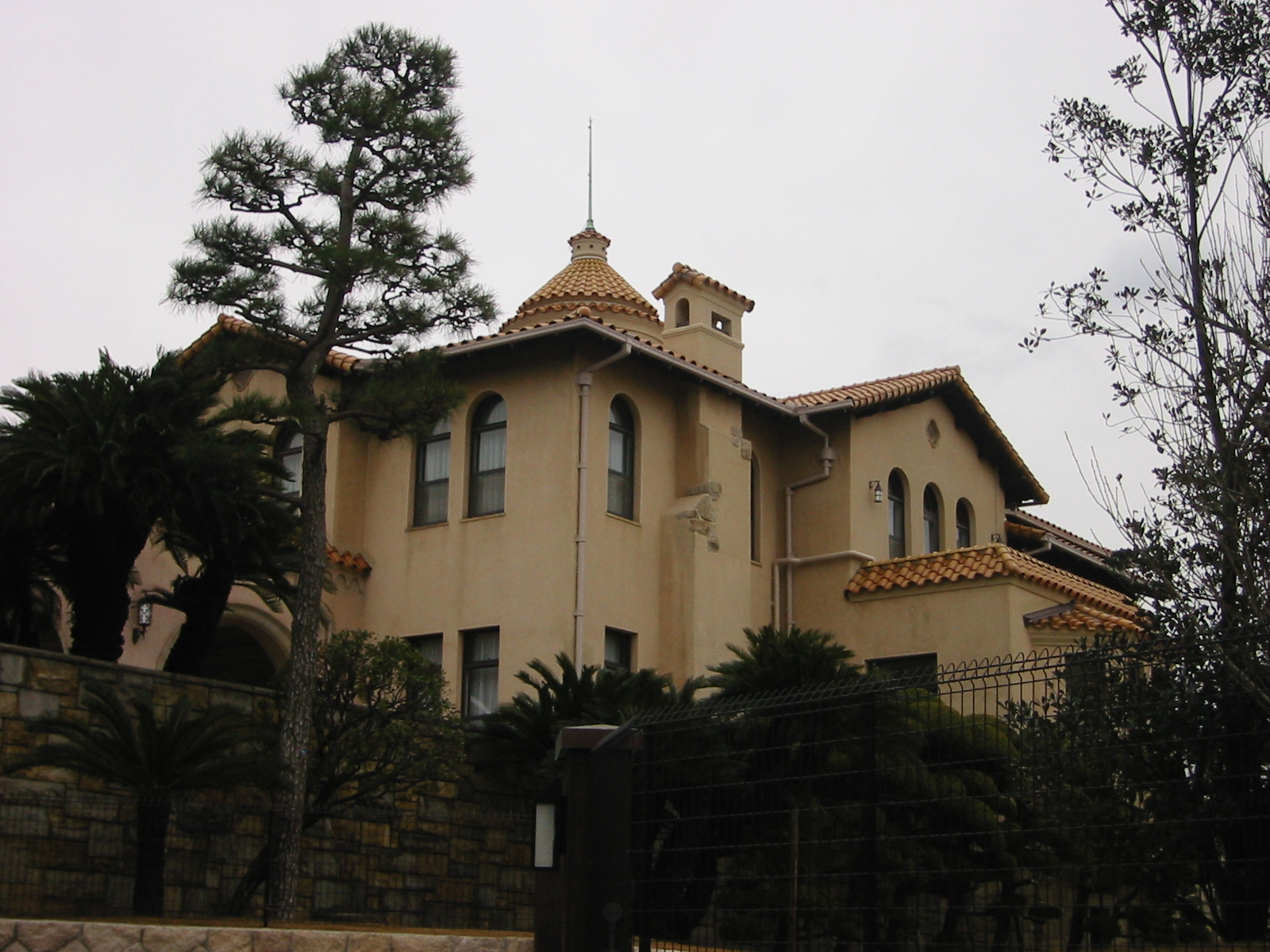
旧ジェームス邸望淡閣
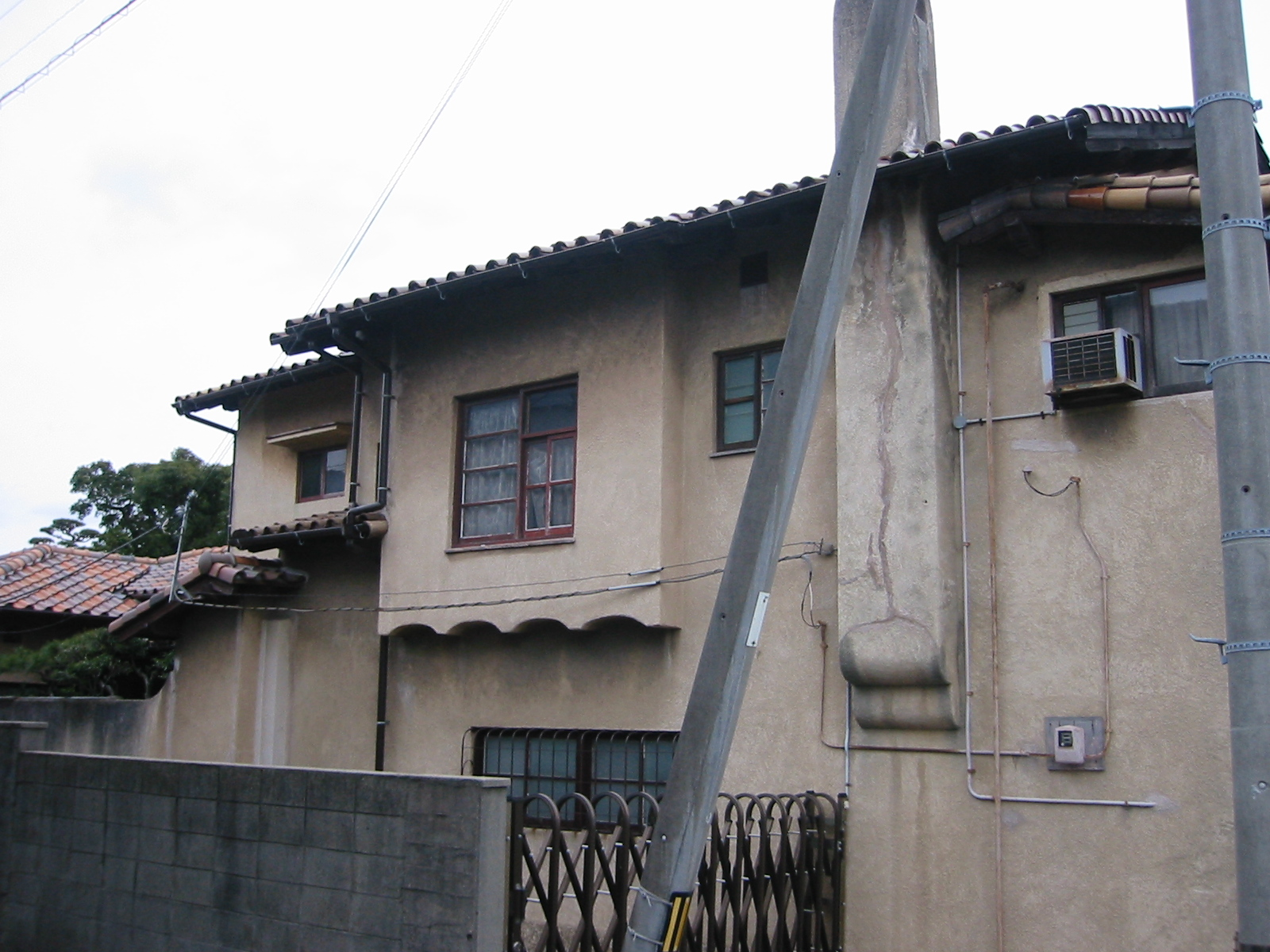
旧ジェームス邸聖泉館
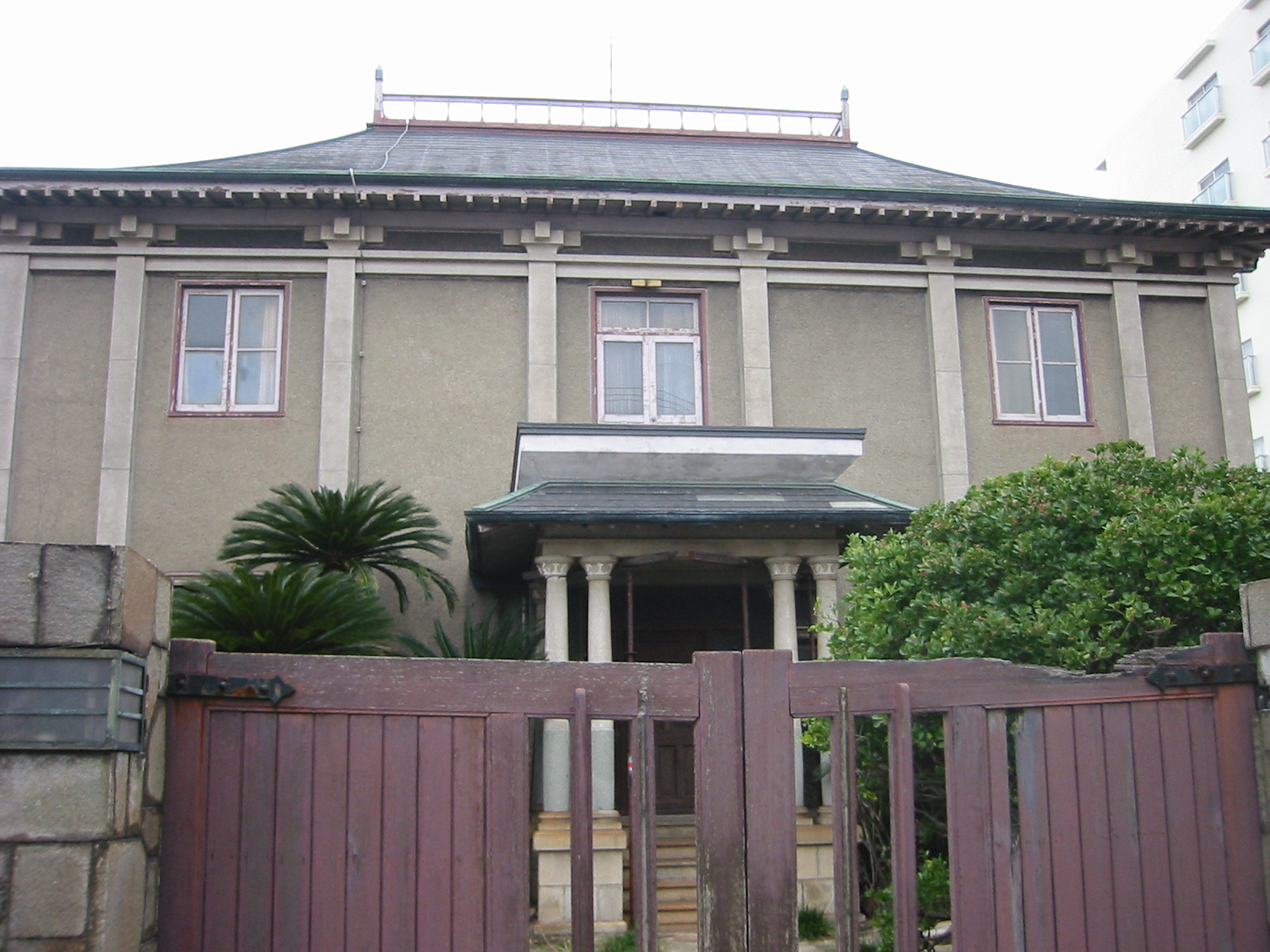
旧ジョネス邸
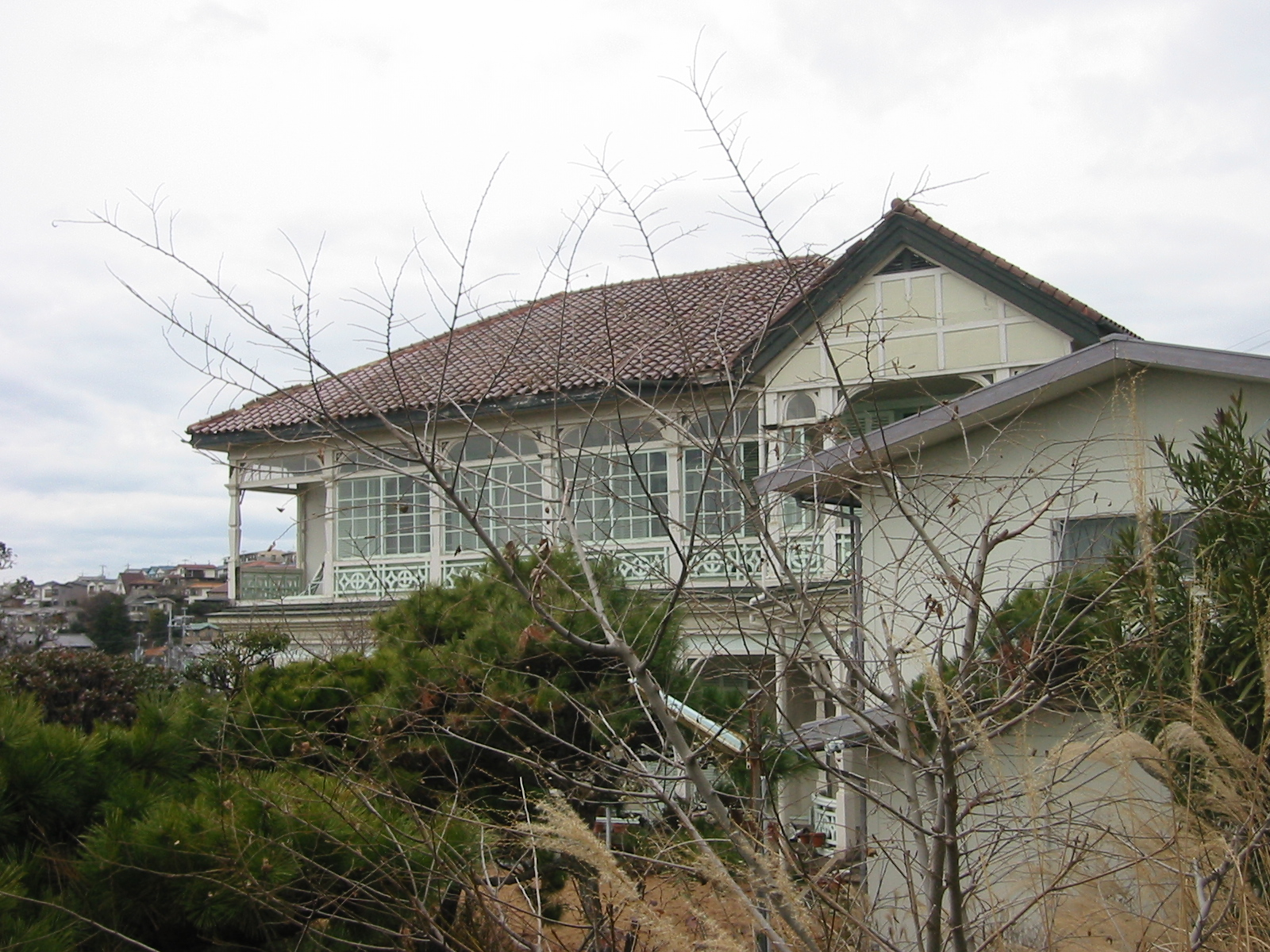
旧グッゲンハイム邸
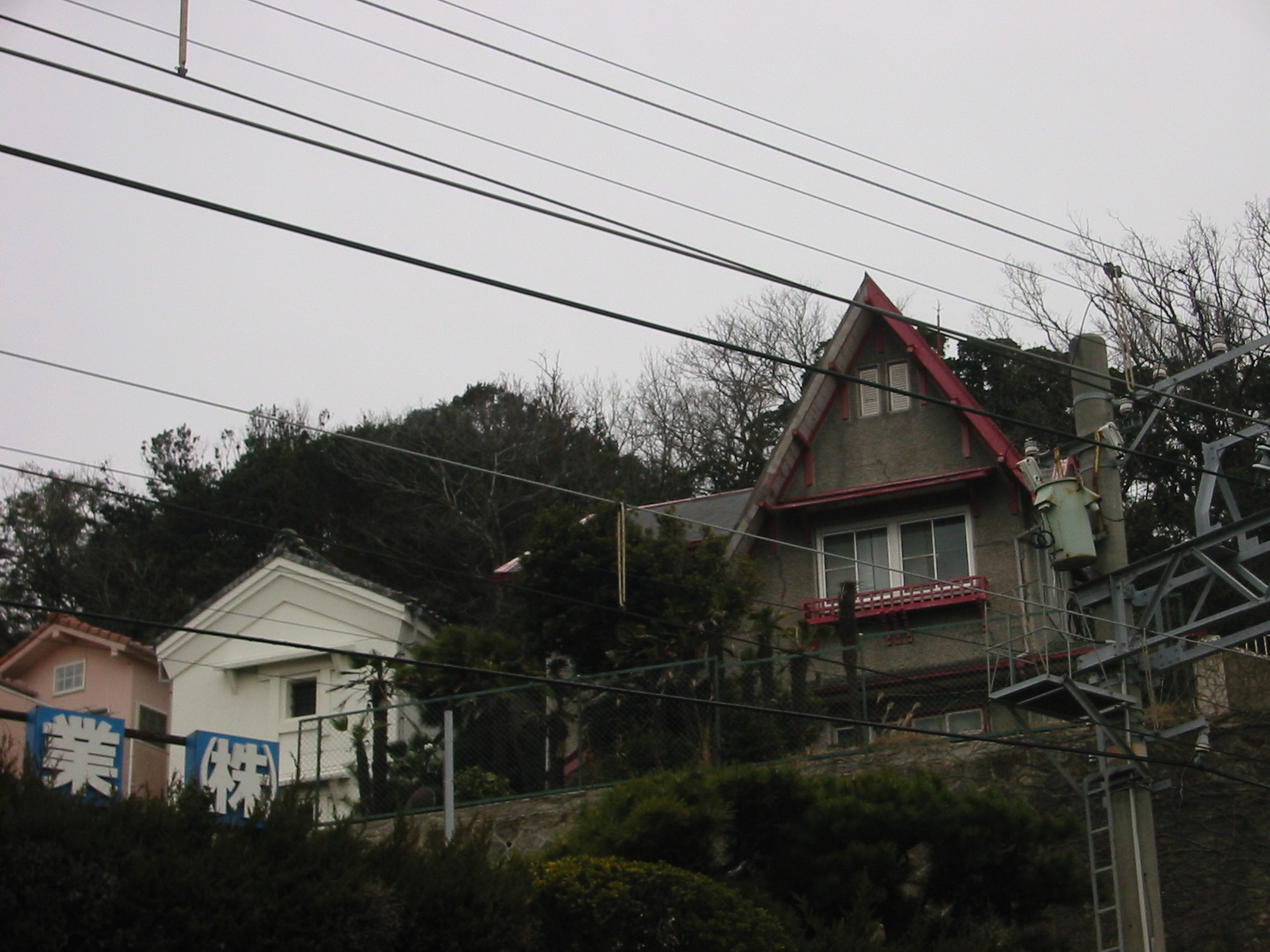
旧後藤邸

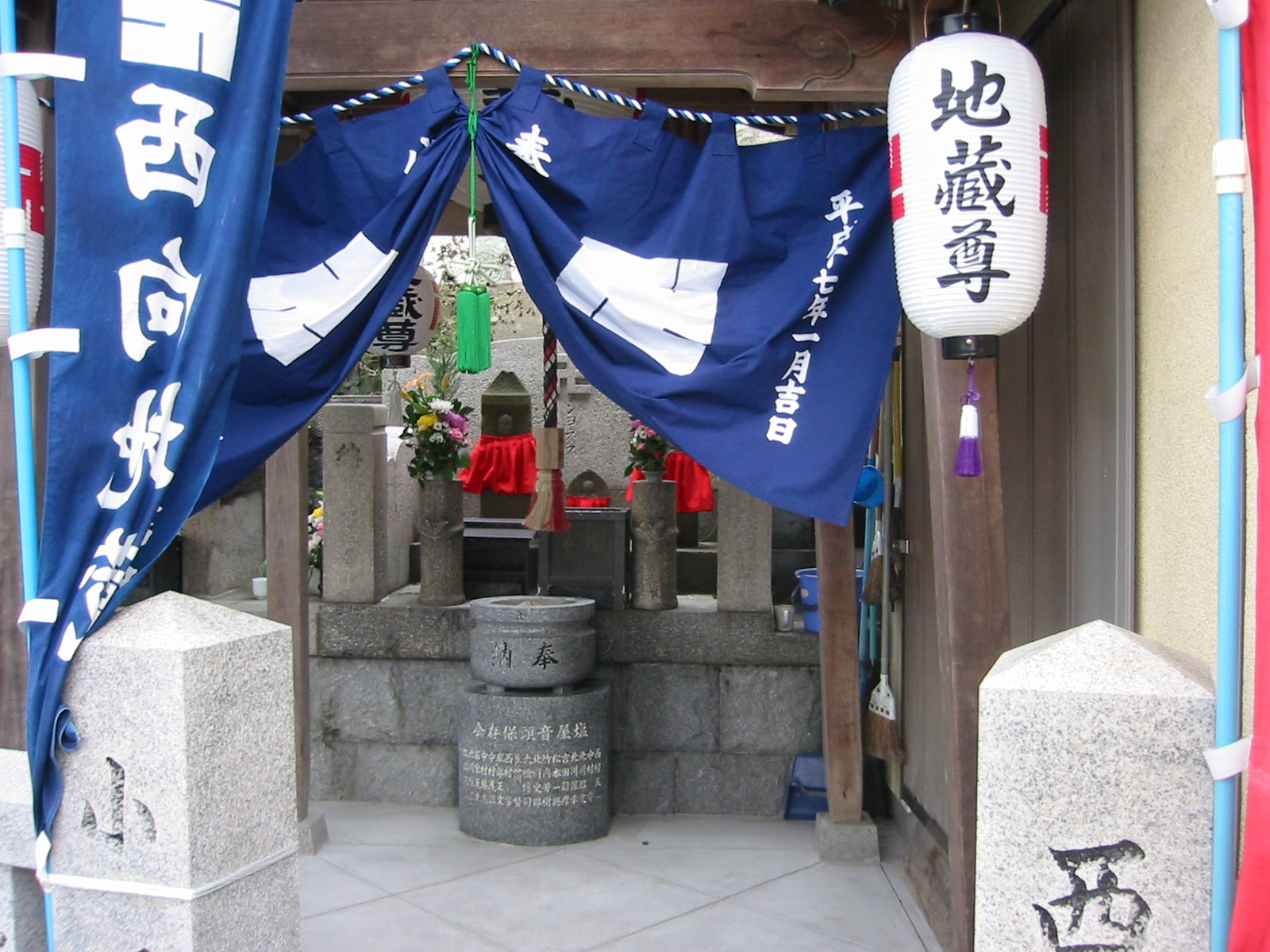
塩屋西向地蔵
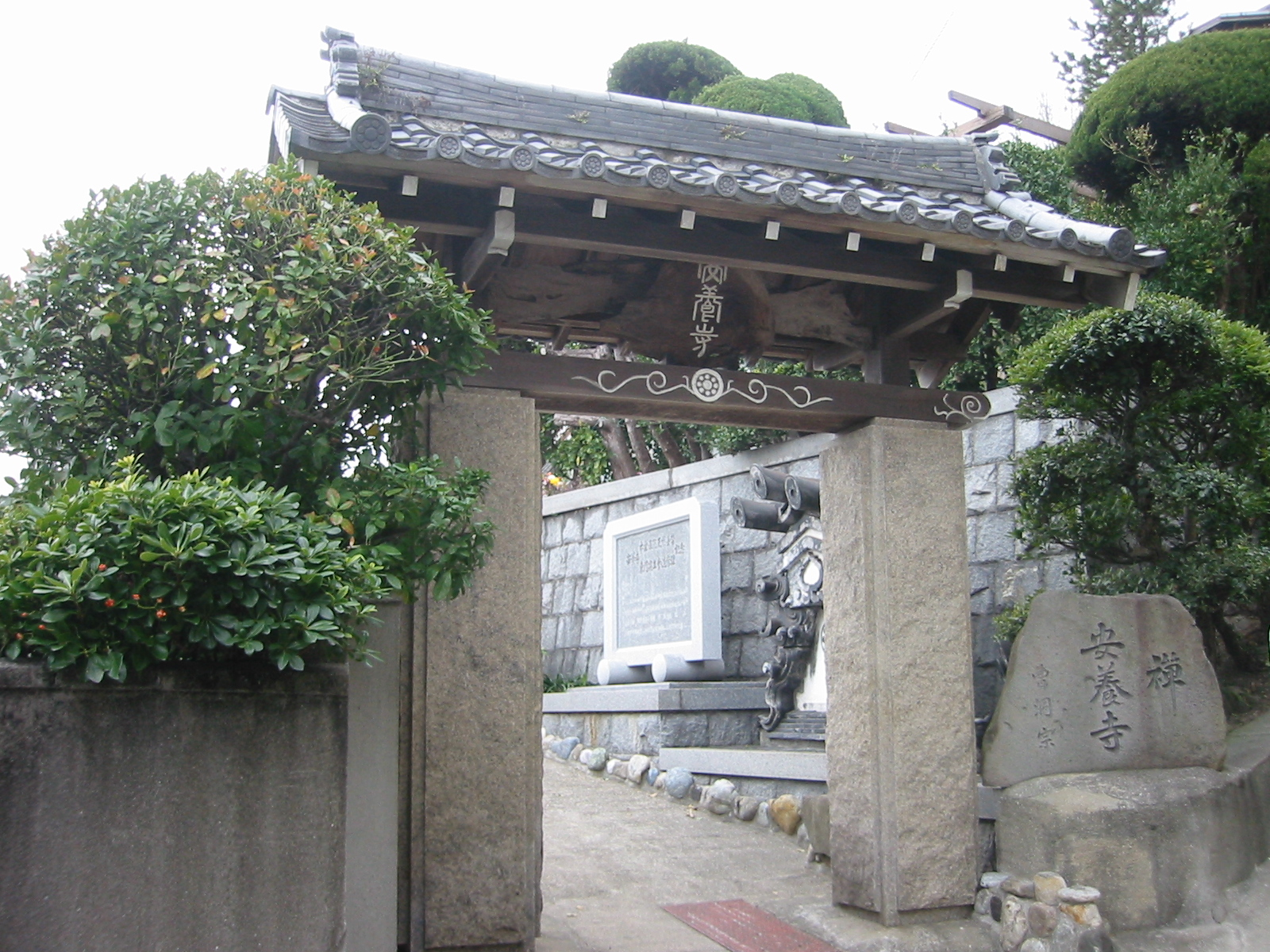
塩屋安養寺
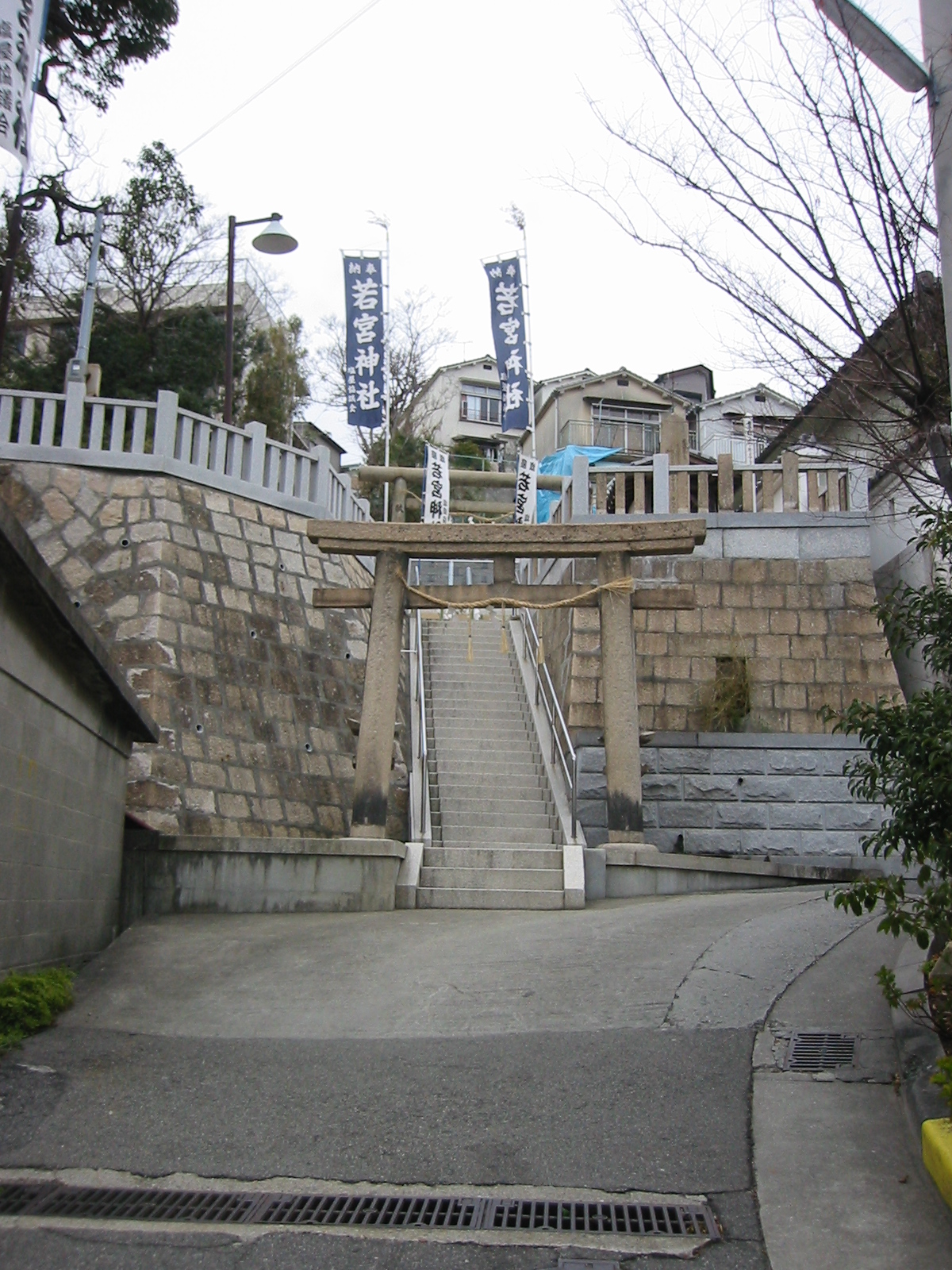
塩屋若宮神社
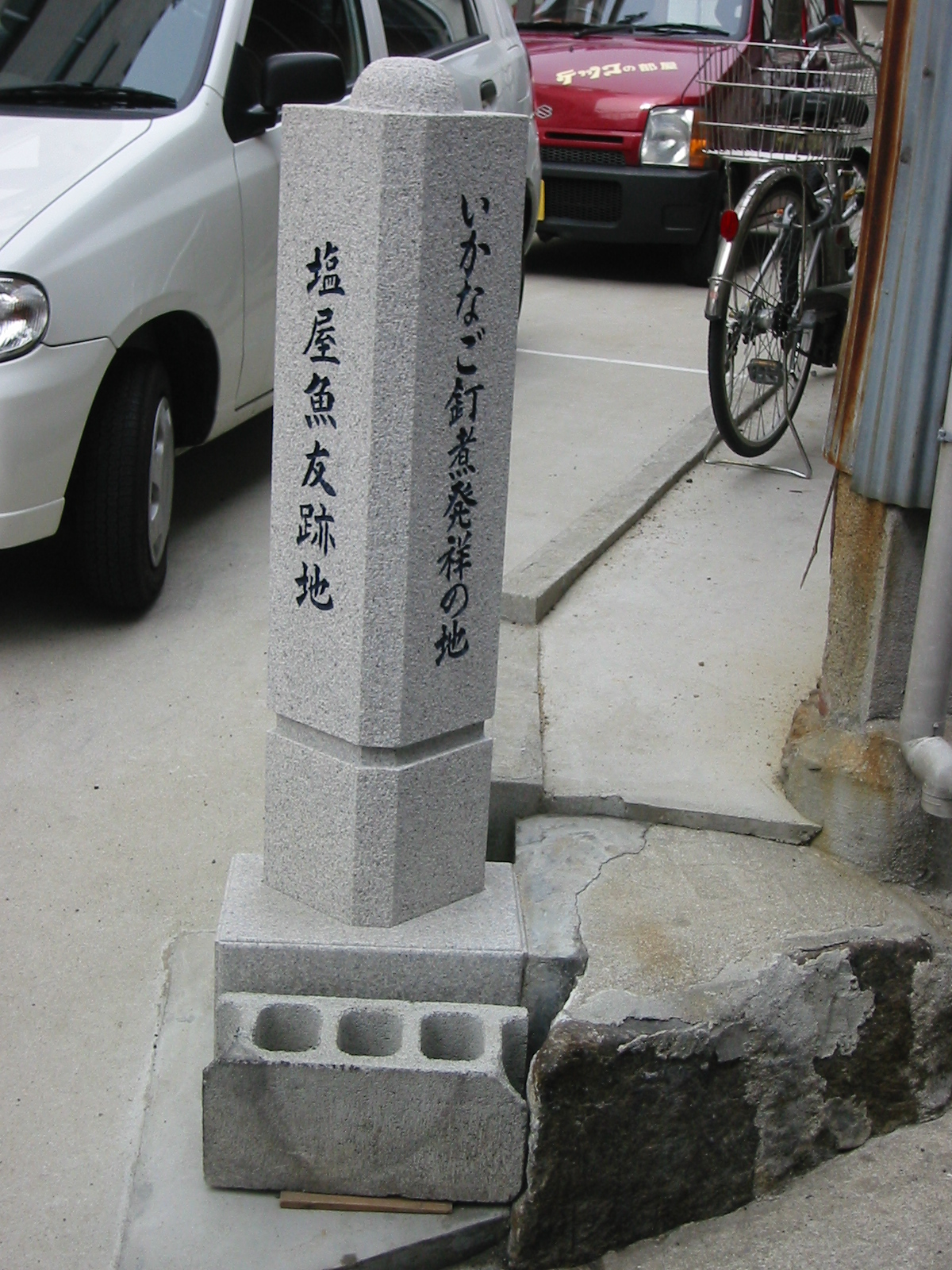
釘煮発祥碑

- 西洋館・近代建築
  - 旧ジェームス邸（望淡閣） 昭和9年（1934年）築[5][6][7]。
井植歳男没後は井植敏（三洋電機元社長）が相続、2003年に三洋電機子会社に売却、2005年から三洋電機所有。同社迎賓館の役割もあった。2012年2月に神戸市の指定有形文化財となった[8]。同年12月からは、三洋電機より借り受けたノバレーゼが運営する婚礼施設兼フレンチレストラン、ジェームス邸としてオープンした[9][10][11]。2016年NHKの朝のテレビ小説べっぴんさんのロケ地に使用された[12]。
  - 旧ジェームス邸車庫住宅（聖泉館） 昭和9年（1934年）築
  - 旧グッゲンハイム邸[13]明治45年（1912年）築[注 5]
  - 旧ジョネス邸 大正8年（1919年）築
  - 旧後藤邸 明治40年（1907年）築
  - 鄭邸 明治40年（1907年）築
  - 竹内邸 大正5年頃（1916年）築
  - 旧清水邸
  - 岸本・青山・中川邸
  - 柏木邸
  - 四本邸
  - 旧塩屋異人館倶楽部
  - 鐘紡クラブ

- 旧ジェームス邸望淡閣
- 旧ジェームス邸聖泉館
- 旧ジョネス邸
- 旧グッゲンハイム邸
- 旧後藤邸

- 井植記念館
- 神戸ジェームス山[15]
- イオンジェームス山店[16]（旧ジェームス山サティ。塩屋土地が所有[17]）
- ジェームス山天然温泉[18]
- ジェームス山自動車学院[19]
- 安養寺
- 若宮神社
祭神:顕宗天皇・仁賢天皇・安閑天皇。6月1日、うどん祭り。7月25日、天神祭。10月10日、秋祭。
- 西向地蔵
明治時代から大正時代頃、塩屋の地引網(やんだら)にかかった地蔵。
- 毘沙門天
- 山王神社
- いかなご釘煮発祥碑
- 塩屋漁港
- ライオン像
もともと数種の動物が飼われていたためといわれる、他にタイガー像[注 6]もある。
- 岩船不動明王[注 6]
- 高尾稲荷[注 6]

- 塩屋西向地蔵
- 塩屋安養寺
- 塩屋若宮神社
- 釘煮発祥碑

## 立入禁止区域
塩屋7丁目1番地の大半の街区は「塩屋カントリークラブ」の会員及びその家族以外は立ち入り禁止となっている。
内部は37戸の住宅とインターナショナルスクール、プール、トレーニングジム、ダンスホールなどである。また入り口前にある御影石のライオン像はしばしばジェームス山のシンボルと呼ばれる。
戦後すぐに立入禁止エリアは設けられていたものの、かつては特に規制はなされておらず、花見を楽しむ住民もいたという。

## 交通
- JR神戸線（山陽本線）「塩屋駅」北方1.3km
- 山陽電車「山陽塩屋駅」・「滝の茶屋駅」北方1.3km
- 第二神明道路 名谷IC

### 路線バス
- JR神戸線（山陽本線）垂水駅・山陽電車山陽垂水駅から山陽バス（主に垂水東口から23系統・つつじが丘行き）
- 神戸市営地下鉄名谷駅から山陽電鉄バス・神戸市営バス（15系統・青山台行き）

以上のバスがジェームス山地区へ乗り入れる。
このほかにジェームス山地区内で平日昼間に限り塩屋北町循環バス（山陽電鉄バス・30系統）が運行されている。

## 当地を舞台にした作品
- 樋口修吉『ジェームス山の李蘭』講談社文庫 1988年 ISBN 406184198X - 第36回小説現代新人賞を受賞。
1992年、東映で同名のタイトルで映画化。名取裕子、東幹久らが出演している。

## その他
- 塩屋の異人館は1989年の映画『花の降る午後』の撮影場所にもなった。
- サマセット・モームの短編小説集『コスモポリタンズ』の一小説である「困ったときの友は真の友（A friend in need is a friend indeed)」に、塩屋カントリークラブなど今もジェームス山に残る名門クラブが描かれている。